# Suga Suga
Suga Suga è un singolo del rapper statunitense Baby Bash, pubblicato il 15 agosto 2003 come secondo estratto dal quarto album in studio Tha Smokin' Nephew.
Il singolo ha visto la collaborazione del cantante messicano Frankie J.
Il brano contiene un sample di I'm Gonna Love You Just a Little More Baby di Barry White del 1973. Inoltre parte del brano è campionata nel brano Sugar di Robin Schulz del 2015.